# Myrakeena
Myrakeena is een geslacht van tweekleppigen uit de  familie van de Ostreidae.

## Soort
- Myrakeena angelica (Rochebrune, 1895)